# Peter Schilling
Peter Schilling, właśc. Pierre Michael Schilling (ur. 28 stycznia 1956 w Stuttgarcie) – niemiecki piosenkarz i autor tekstów, wykonawca muzyki synth pop.

## Życiorys
Rozpoczął działalność muzyczną w wieku piętnastu lat. Pierwszy profesjonalny album Peter Schilling wydał w 1982. Przebojem okazała się jednak dopiero piosenka z albumu Error In The System zatytułowana „Major Tom (Coming Home)”, który został wydany pod koniec 1982. Utwór ten nawiązywał do przeboju Davida Bowiego „Space Oddity” z 1969; został nagrany w języku niemieckim, następnie została wydana jego wersja w języku angielskim. Utwór zajął pierwsze miejsca na listach przebojów w Niemczech, Austrii, Szwajcarii i Kanadzie, oraz 14. miejsce w Stanach Zjednoczonych. „Major Tom (Coming Home)” spotkał się z pozytywnym przyjęciem ze strony Davida Bowiego. Album Error In The System sprzedał się w nakładzie sześciu milionów egzemplarzy.
Innym jego przebojem był utwór „Terra Titanic”, który trafił na pierwsze miejsca list przebojów w Hiszpanii i we Włoszech. W 1989 we współpracy z Michaelem Cretu nagrał utwór pt. „Different Story (World of Lust and Crime)”, który trafił na amerykańskie listy przebojów.

## Albumy
Na podstawie oficjalnej strony Petera Schillinga:
- 1982 – Fehler im System
- 1982 – Major Tom (Völlig losgelöst)
- 1983 – Error in the System
- 1984 – 120 Grad
- 1985 – Things To Come
- 1989 – The Different Story (World of Lust and Crime)
- 1993 – Geheime Macht
- 1994 – Major Tom 94
- 1994 – Sonne
- 1999 – Von Anfang an… bis jetzt
- 2003 – Raumnot 6 vs. 6
- 2004 – Zeitsprung
- 2006 – Das Prinzip Mensch
- 2006 – Tauch mit mir in… eine neue Zeit
- 2014 – DNA
- 2021 – VIS VIVA